# Gabriel Lansky

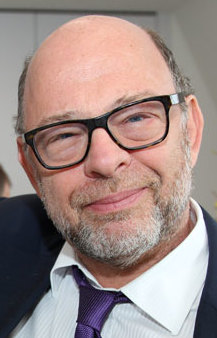
Gabriel Lansky, 2014

Gabriel Lansky (* 27. Dezember 1955 in Wien) ist ein österreichischer Rechtsanwalt, insbesondere Wirtschafts- und Menschenrechtsanwalt sowie Strafverteidiger.

## Leben
Gabriel Lansky entstammt einer jüdischen Familie, seine Mutter überlebte als einziges Familienmitglied das Konzentrationslager in Auschwitz. Sein Vater überlebte, weil ihn Kardinal Mindszenty versteckte. Die Geschichte seiner Eltern gab Lansky im Eigenverlag heraus. Gabriel Lansky wurde in Wien geboren. 1979 schloss er das Studium der Rechtswissenschaften an der Universität Wien mit der Promotion ab. 1990 war er Verteidiger von Udo Proksch im Lucona-Prozess. Vor der Eröffnung seiner eigenen Anwaltskanzlei im Jahr 1991 war Lansky als Universitätsassistent am Institut für Römisches Recht an der Universität Wien und als Anwalt in verschiedenen österreichischen Anwaltskanzleien tätig.
Lansky ist seit Jahrzehnten der SPÖ eng verbunden: Lansky leitete 2006 eine Wahlplattform für Alfred Gusenbauer und kandidierte drei Mal auf hinteren Listenplätzen für die SPÖ bei Nationalratswahlen. Er wurde als möglicher SPÖ-Justizminister gehandelt.
Gabriel Lansky ist Autor von Publikationen zum Europäischen Recht, zur Harmonisierung des Rechts der verschiedenen EU-Mitgliedstaaten, zur Übernahme des „acquis communautaire“, zum EU-Vergaberecht sowie zum Strafrecht und Medienrecht. Er leitet seit 2009 das Studienprogramm „Lobbying und Public Affairs“ an der Juridischen Fakultät der Universität Wien. Zwischen 1995 und 1999 war Lansky mit der Frauenrechtsaktivistin Klaudia Thalhammer-Koch und dem späteren Politiker Christoph Matznetter Partner eines gemeinsamen Beratungsunternehmens.
Lansky gründete 2002 mit dem Wiener Rechtsanwalt Gerald Ganzger die Anwaltssozietät Lansky, Ganzger & Partner Rechtsanwälte GmbH. Die Kanzlei ist in Wien, Bratislava, Baku und Astana vertreten. Am Wiener Hauptsitz sind 140 Mitarbeiter beschäftigt.

## Anwalt für Menschenrechte
Im Mittelpunkt seiner juristischen Aktivitäten als Menschenrechtsanwalt standen ab 1977 vor allem Polizeiübergriffe, Polizeirechtsreform, Meinungsfreiheit und Medienfreiheit. Viele Fälle konnte er erfolgreich vor dem Europäischen Gerichtshof für Menschenrechte vertreten.
Seit 1973 ist Gabriel Lansky aktives Mitglied von Amnesty International. Vier Jahre lang war er Regionalsprecher für die Region Wien sowie Vertreter der internationalen Organisation von Amnesty International bei den Vereinten Nationen in Wien. Lansky war als Vorstand der österreichischen Sektion für Asyl- und Rechtsfragen zuständig.
Er ist Vorstandsmitglied der Reporter ohne Grenzen und des Instituts für Interkulturelle Begegnung „Trialog“.
Seine Rechtsanwaltskanzlei vertrat die Regierung von Aserbaidschan vor dem Europäischen Gerichtshof für Menschenrechte. Gegenstand war der Konflikt zwischen Aserbaidschan und Armenien um die Enklave Bergkarabach, die vor mehr als 20 Jahren von Armenien militärisch besetzt wurde (Fall Sargsyan versus Azerbajjan).

## Kasachstan
Viel mediale Aufmerksamkeit erregte Lanskys Einsatz als Vertreter der Witwen von zwei Managern der kasachischen Nurbank, die 2007 ermordet wurden. Seit Jahren verlangte Kasachstan in diesem Zusammenhang die Auslieferung des ehemaligen kasachischen Botschafters in Österreich, Rachat Shoraz (vormals Älijew).
Lansky arbeitete dabei im Auftrag des Vereins Tagdyr, der im Verdacht stand, eine Tarnorganisation des kasachischen Geheimdiensts KNB zu sein. Dies führte zu Ermittlungen der Staatsanwaltschaft Wien (später abgegeben an Linz) gegen Lansky wegen § 256 StGB (Geheimer Nachrichtendienst zum Nachteil Österreichs). Diese Ermittlungen wurden mittlerweile per Beschluss des Oberlandesgerichts Linz vom 29. März 2016 wegen Fehlens objektiver Beweisergebnisse zu Tagdyr rechtskräftig eingestellt. Die Staatsanwaltschaft, so das Oberlandesgericht Linz, habe es zudem nicht vermocht, „konkrete, tatbildliche Verhaltensweisen“ nachzuweisen.
Im Rahmen der BVT-Affäre wurde bekannt, dass Lansky ein Konvolut voller Vorwürfe gegen das Bundesamt für Verfassungsschutz und Terrorismusbekämpfung an den Generalsekretär des Innenministeriums Peter Goldgruber übergeben hatte. Nach eigener Aussage ging es ihm allein um Daten aus seiner Kanzlei, die das BVT nach der Einstellung des Verfahrens möglicherweise nicht gelöscht habe; er habe damit erreichen wollen, dass im Zusammenhang mit diesen Daten „endlich etwas passiert“.